# Raschelmaschine

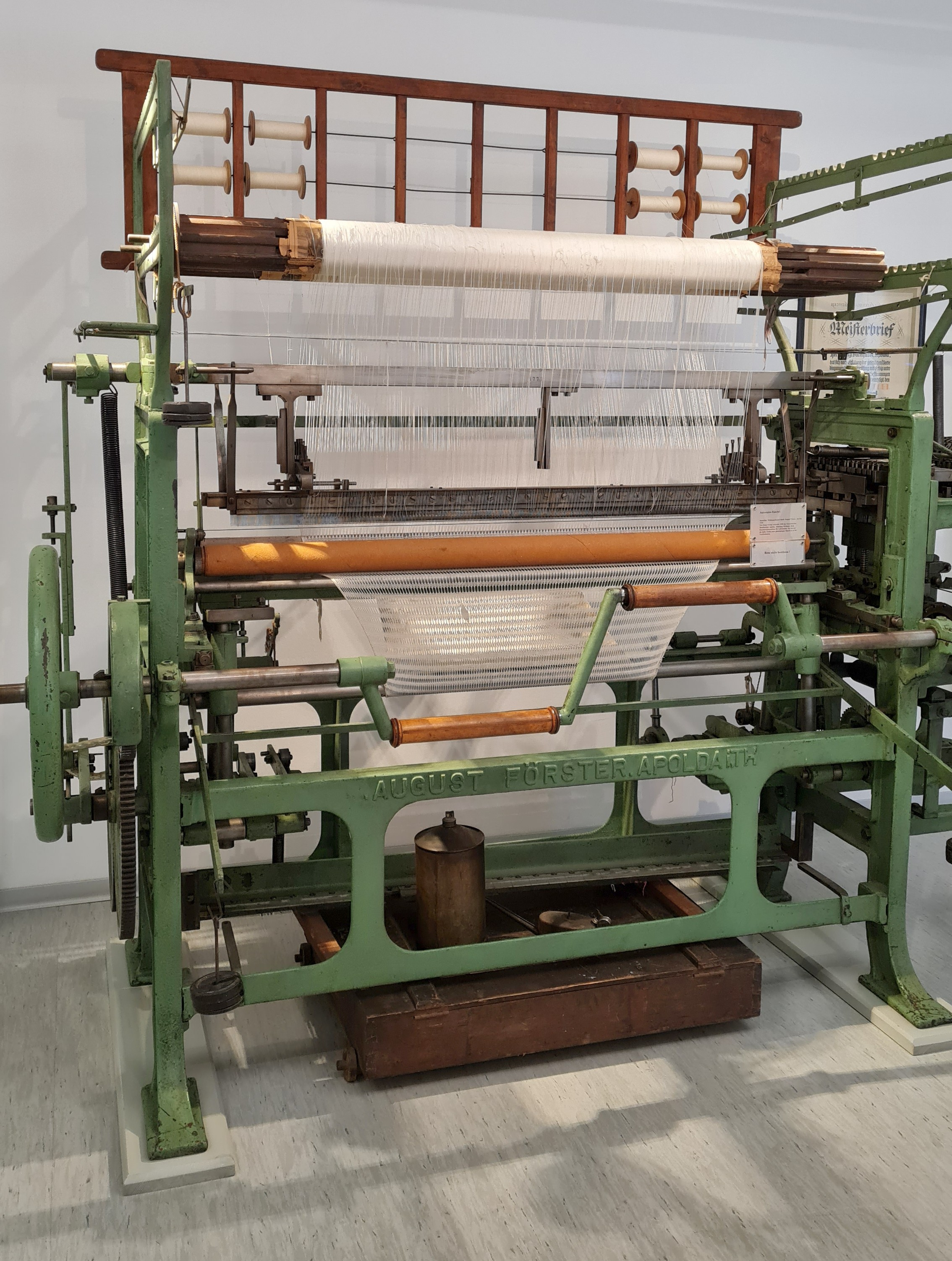
Automaten-Raschel (1928) im Glocken- und Stadtmuseum (Apolda)

Die Raschelmaschine oder Raschel (früher auch als Polkamaschine bezeichnet) ist eine spezielle Kettenwirkmaschine. Die Raschelmaschine wurde nach der französischen Schauspielerin Rachel benannt, die Kleidungsstücke (Spencer) mit einer speziellen Optik trug. Zuerst wurden von der Apoldaer Firma Chr. Zimmermann & Sohn auf einem Fangkettenstuhl, dem Vorläufer der Raschelmaschine, Schals als tricot a la Rachel hergestellt und vermarktet. Später benutzte Wilhelm Barfuss den Namen Raschel anstatt Rachel (franz. noch heute machine Rachel) für die von ihm gebaute Maschine.
Die Richtung des Warenabzugs an der Raschel (nach unten) unterscheidet sich von dem an den normalen Kettenwirkmaschine (nach oben).

## Maschinenausstattung
Die Grundkonstruktion ist von der Kettenwirkmaschine abgeleitet, zur Raschel gehört allerdings eine Reihe von Zusatzeinrichtungen, die eine fast unbegrenzte Musterung der Maschenware ermöglichen.

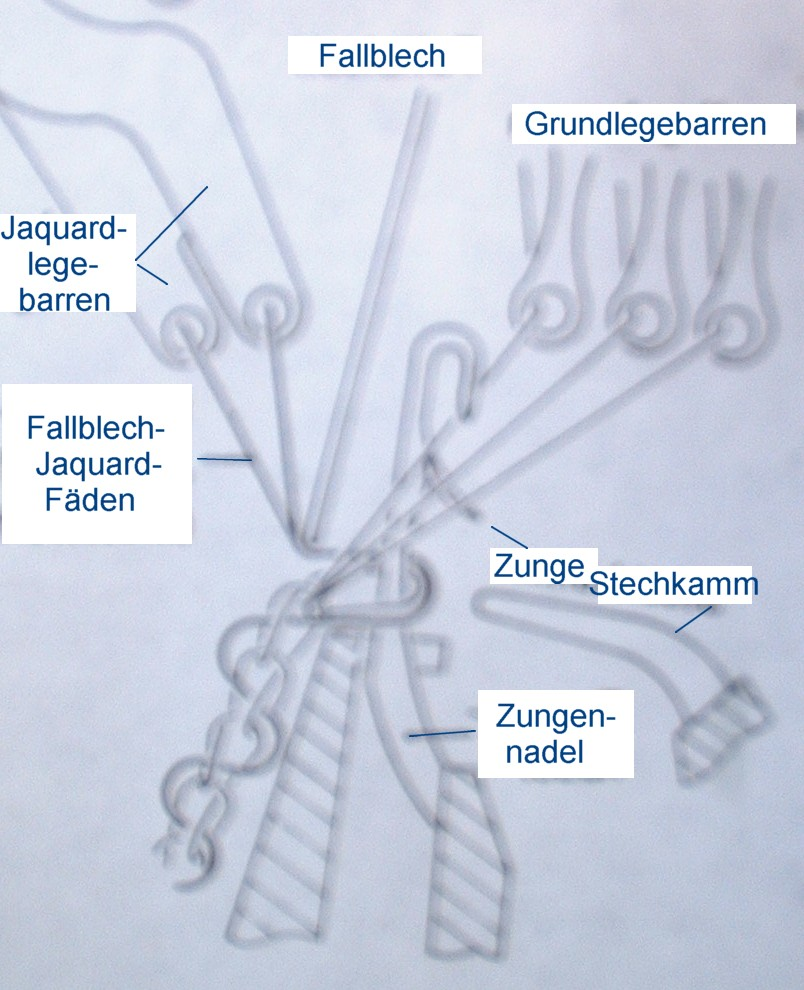
Wirkwerkzeuge einer Raschelmaschine mit Jacquard-Einrichtung

Maschinen sind mit Zungen- oder Schiebernadeln bestückt. Zur Grundausstattung gehören:
- Zwei Nadelsysteme (Einzelnadel- und Schieberbarre) mit Zungenanschlagdraht
- Stech- und Abschlagkämme (Platinen)
- zwei Legebarren mit Lochnadeln

Die Maschinen können ausgestattet sein mit:
- einer mehrstelligen Anzahl Legebarren
- Jacquardlegebarren und so genanntem Fallblech
- Doppelbarren (für Schuss- oder Polfaden)

## Maschenbildungsvorgang
Die bereits gewirkte Ware wird von den Einschließplatinen gehalten, die Nadeln steigen, der Zungenanschlagdraht verhindert dabei, dass sich die Nadelköpfe schließen. Die Fäden werden (durch die Legebarren) in die Nadeln gelegt, die Nadeln senken sich, die alten Maschenschleifen werden über die Nadelköpfe abgeschlagen und bilden damit eine neue Maschenreihe.

## Herstellung und Verwendung der Raschelmaschinen
Diverse Hersteller in der thüringischen Stadt Apolda waren viele Jahre lang führend in der Herstellung von Raschelmaschinen, darunter besonders die Firma August Förster, die diese Maschinen bis 1990 hergestellt hat.
Eine enge Spezialisierung ist für Raschelmaschinen typisch. Eine Maschine für Netze aus Polypropylenfolie (für die Landwirtschaft) mit 4 Nadeln/10 cm unterscheidet sich wesentlich vom Raschel mit 16 Nadeln/cm für die Herstellung von Gardinenmaschenware.
Dazwischen gibt es eine Reihe von Spezialkonstruktionen für Raschelspitze, Rascheltüll, Raschel mit Schusseintrag, viele Arten von Jacquardware, Elastomere, Kunstpelz, Plüsch usw.